# Amsterdamned, misteri als canals
Amsterdamned, misteri als canals (títol original: Amsterdamned) és una pel·lícula neerlandesa dirigida per Dick Maas, estrenada l'any 1988. Ha estat doblada al català.

## Argument
La història té lloc a Amsterdam. Un perillós submarinista fa estralls en la ciutat, matant salvatgement les seves víctimes a cops de ganivet. El policia Eric Visser porta la investigació en mig de la immersió i troba una encisadora jove acompanyada d'un estrany psiquiatre.

## Repartiment
- Huub Stapel: Eric Visser
- Monique van de Ven: Laura
- Serge-Henri Valcke: Vermeer
- Tanneke Hartzuiker: Potter
- Wim Zomer: John
- Hidde Maas: Ruysdael
- Lou Landré: Cap
- Tatum Dagelet: Anneke
- Edwin Bakker: Willy
- Door van Boeckel: Maniac
- Barbara Martijn: una prostituta
- Pieter Lutz: un skipper
- Simone Ettekoven: Salvationist
- Koos van der Knaap: un ecologista
- Pieter Loef: un ecologista
- Inge Ipenburg: guia de vaixell al canal

## Al voltant de la pel·lícula
- El rodatge s'ha desenvolupat a Amsterdam i Utrecht.[3]
- La cançó Amsterdamned és interpretada per Monique i Suzanne Klemann, duo del grup Loïs Lane.[3]
- La persecució en fora-borda fa referència a la de Puppet on a Chain (1971), l'acció de la qual es desenvolupava també a Amsterdam. El color dels vaixells és igualment idèntic.